# Cristian Riveros
Cristian Miguel Riveros Núñez (Julián Augusto Saldívar, 16 ottobre 1982) è un ex calciatore paraguaiano.

## Carriera

### Club
Riveros ha iniziato la sua carriera nella sua città natale, nelle giovanili del Colón de JA Saldivar e poi si trasferisce in altre squadre del Paraguay, il San Lorenzo, il Tacuary e il Club Libertad.
Il 12 luglio 2007 ha firmato per il club messicano del Cruz Azul.
L'11 maggio 2010, Riveros si trasferisce al Sunderland. Egli disse: "Il campionato è molto competitivo e non vedo l'ora di essere un grande successo con il Sunderland. La Premier League è il miglior campionato del mondo e il Sunderland è una squadra molto grande con molti sostenitori appassionati. Non vedo l'ora di iniziare." Egli si ritroverà con il compagno della nazionale Paulo da Silva. Ha fatto il suo debutto in Premier League il 14 agosto 2010 contro il Birmingham City.
Il 7 luglio 2011, i turchi del Kayserispor ne hanno ufficializzato l'ingaggio.
Il 1° gennaio 2025, all'età di 42 anni, annuncia il ritiro dal calcio.

### Nazionale
Riveros disputò con la nazionale le prime due partite della Coppa del Mondo FIFA 2006 e. Realizzò il suo primo gol internazionale per il Paraguay in una sconfitta di 3-2 contro il Cile.
Venne convocato anche per la Coppa America del 2007.
Il 20 giugno 2010, nella Coppa del Mondo 2010, Riveros segnò il secondo gol nella vittoria per 2-0 contro la Slovacchia.

## Statistiche

### Cronologia presenze e reti in nazionale
| Cronologia completa delle presenze e delle reti in nazionale ― Paraguay | Cronologia completa delle presenze e delle reti in nazionale ― Paraguay | Cronologia completa delle presenze e delle reti in nazionale ― Paraguay | Cronologia completa delle presenze e delle reti in nazionale ― Paraguay | Cronologia completa delle presenze e delle reti in nazionale ― Paraguay | Cronologia completa delle presenze e delle reti in nazionale ― Paraguay | Cronologia completa delle presenze e delle reti in nazionale ― Paraguay | Cronologia completa delle presenze e delle reti in nazionale ― Paraguay |
| Data                                                                    | Città                                                                   | In casa                                                                 | Risultato                                                               | Ospiti                                                                  | Competizione                                                            | Reti                                                                    | Note                                                                    |
| ----------------------------------------------------------------------- | ----------------------------------------------------------------------- | ----------------------------------------------------------------------- | ----------------------------------------------------------------------- | ----------------------------------------------------------------------- | ----------------------------------------------------------------------- | ----------------------------------------------------------------------- | ----------------------------------------------------------------------- |
| 5-5-2005                                                                | East Rutherford                                                         | Ecuador                                                                 | 1 – 0                                                                   | Paraguay                                                                | Amichevole                                                              | -                                                                       | 75’                                                                     |
| 17-8-2005                                                               | Ciudad del Este                                                         | Paraguay                                                                | 3 – 0                                                                   | El Salvador                                                             | Amichevole                                                              | -                                                                       | 46’                                                                     |
| 8-10-2005                                                               | Maracaibo                                                               | Venezuela                                                               | 0 – 1                                                                   | Paraguay                                                                | Qual. Mondiali 2006                                                     | -                                                                       |                                                                         |
| 11-11-2005                                                              | Teheran                                                                 | Paraguay                                                                | 4 – 2                                                                   | Togo                                                                    | Tehran International Tournament - Semifinale                            | -                                                                       |                                                                         |
| 1-3-2006                                                                | Cardiff                                                                 | Galles                                                                  | 0 – 0                                                                   | Paraguay                                                                | Amichevole                                                              | -                                                                       | 67’                                                                     |
| 24-5-2006                                                               | Oslo                                                                    | Norvegia                                                                | 2 – 2                                                                   | Paraguay                                                                | Amichevole                                                              | -                                                                       |                                                                         |
| 27-5-2006                                                               | Århus                                                                   | Danimarca                                                               | 1 – 1                                                                   | Paraguay                                                                | Amichevole                                                              | -                                                                       | 71’                                                                     |
| 31-5-2006                                                               | Dornbirn                                                                | Georgia                                                                 | 0 – 1                                                                   | Paraguay                                                                | Amichevole                                                              | -                                                                       | 58’                                                                     |
| 10-6-2006                                                               | Francoforte sul Meno                                                    | Inghilterra                                                             | 1 – 0                                                                   | Paraguay                                                                | Mondiali 2006 - 1º turno                                                | -                                                                       |                                                                         |
| 15-6-2006                                                               | Berlino                                                                 | Svezia                                                                  | 1 – 0                                                                   | Paraguay                                                                | Mondiali 2006 - 1º turno                                                | -                                                                       | 62’                                                                     |
| 7-10-2006                                                               | Brisbane                                                                | Australia                                                               | 1 – 1                                                                   | Paraguay                                                                | Amichevole                                                              | -                                                                       |                                                                         |
| 15-11-2006                                                              | Viña del Mar                                                            | Cile                                                                    | 3 – 2                                                                   | Paraguay                                                                | Amichevole                                                              | 1                                                                       |                                                                         |
| 25-3-2007                                                               | San Nicolás de los Garza                                                | Messico                                                                 | 2 – 1                                                                   | Paraguay                                                                | Amichevole                                                              | -                                                                       | 65’                                                                     |
| 28-3-2007                                                               | Bogotà                                                                  | Colombia                                                                | 2 – 0                                                                   | Paraguay                                                                | Amichevole                                                              | -                                                                       | 29’                                                                     |
| 2-6-2007                                                                | Vienna                                                                  | Austria                                                                 | 0 – 0                                                                   | Paraguay                                                                | Amichevole                                                              | -                                                                       |                                                                         |
| 5-6-2007                                                                | Città del Messico                                                       | Messico                                                                 | 0 – 1                                                                   | Paraguay                                                                | Amichevole                                                              | -                                                                       |                                                                         |
| 20-6-2007                                                               | Santa Cruz de la Sierra                                                 | Bolivia                                                                 | 0 – 0                                                                   | Paraguay                                                                | Amichevole                                                              | -                                                                       | 87’                                                                     |
| 28-6-2007                                                               | Maracaibo                                                               | Paraguay                                                                | 5 – 0                                                                   | Colombia                                                                | Coppa America 2007 - 1º turno                                           | -                                                                       |                                                                         |
| 2-7-2007                                                                | Barinas                                                                 | Stati Uniti                                                             | 1 – 3                                                                   | Paraguay                                                                | Coppa America 2007 - 1º turno                                           | -                                                                       | 77’                                                                     |
| 8-7-2007                                                                | Maturín                                                                 | Messico                                                                 | 6 – 0                                                                   | Paraguay                                                                | Coppa America 2007 - Quarti di finale                                   | -                                                                       |                                                                         |
| 8-9-2007                                                                | Puerto Ordaz                                                            | Venezuela                                                               | 3 – 2                                                                   | Paraguay                                                                | Amichevole                                                              | 2                                                                       |                                                                         |
| 12-9-2007                                                               | Bogotà                                                                  | Colombia                                                                | 1 – 0                                                                   | Paraguay                                                                | Amichevole                                                              | -                                                                       |                                                                         |
| 13-10-2007                                                              | Lima                                                                    | Perù                                                                    | 0 – 0                                                                   | Paraguay                                                                | Qual. Mondiali 2010                                                     | -                                                                       |                                                                         |
| 17-10-2007                                                              | Asunción                                                                | Paraguay                                                                | 1 – 0                                                                   | Uruguay                                                                 | Qual. Mondiali 2010                                                     | -                                                                       | 32’                                                                     |
| 18-11-2007                                                              | Asunción                                                                | Paraguay                                                                | 5 – 1                                                                   | Ecuador                                                                 | Qual. Mondiali 2010                                                     | 2                                                                       |                                                                         |
| 22-11-2007                                                              | Santiago del Cile                                                       | Cile                                                                    | 0 – 3                                                                   | Paraguay                                                                | Qual. Mondiali 2010                                                     | -                                                                       | 14’ 79’                                                                 |
| 26-3-2008                                                               | Johannesburg                                                            | Sudafrica                                                               | 3 – 0                                                                   | Paraguay                                                                | Amichevole                                                              | -                                                                       | 53’                                                                     |
| 18-6-2008                                                               | La Paz                                                                  | Bolivia                                                                 | 4 – 2                                                                   | Paraguay                                                                | Qual. Mondiali 2010                                                     | -                                                                       |                                                                         |
| 20-8-2008                                                               | Nyon                                                                    | Paraguay                                                                | 1 – 1                                                                   | Arabia Saudita                                                          | Amichevole                                                              | 1                                                                       |                                                                         |
| 6-9-2008                                                                | Buenos Aires                                                            | Argentina                                                               | 1 – 1                                                                   | Paraguay                                                                | Qual. Mondiali 2010                                                     | -                                                                       |                                                                         |
| 9-9-2008                                                                | Asunción                                                                | Paraguay                                                                | 2 – 0                                                                   | Venezuela                                                               | Qual. Mondiali 2010                                                     | 1                                                                       |                                                                         |
| 11-10-2008                                                              | Bogotà                                                                  | Colombia                                                                | 0 – 1                                                                   | Paraguay                                                                | Qual. Mondiali 2010                                                     | -                                                                       |                                                                         |
| 15-10-2008                                                              | Asunción                                                                | Paraguay                                                                | 1 – 0                                                                   | Perù                                                                    | Qual. Mondiali 2010                                                     | -                                                                       |                                                                         |
| 11-2-2009                                                               | Lima                                                                    | Perù                                                                    | 0 – 1                                                                   | Paraguay                                                                | Amichevole                                                              | 1                                                                       |                                                                         |
| 28-3-2009                                                               | Montevideo                                                              | Uruguay                                                                 | 2 – 0                                                                   | Paraguay                                                                | Qual. Mondiali 2010                                                     | -                                                                       |                                                                         |
| 1-4-2009                                                                | Quito                                                                   | Ecuador                                                                 | 1 – 1                                                                   | Paraguay                                                                | Qual. Mondiali 2010                                                     | -                                                                       |                                                                         |
| 6-6-2009                                                                | Asunción                                                                | Paraguay                                                                | 0 – 2                                                                   | Cile                                                                    | Qual. Mondiali 2010                                                     | -                                                                       |                                                                         |
| 10-6-2009                                                               | Recife                                                                  | Brasile                                                                 | 2 – 1                                                                   | Paraguay                                                                | Qual. Mondiali 2010                                                     | -                                                                       |                                                                         |
| 12-8-2009                                                               | Seul                                                                    | Corea del Sud                                                           | 0 – 0                                                                   | Paraguay                                                                | Amichevole                                                              | -                                                                       | 21’ 65’                                                                 |
| 5-9-2009                                                                | Asunción                                                                | Paraguay                                                                | 1 – 0                                                                   | Bolivia                                                                 | Qual. Mondiali 2010                                                     | -                                                                       |                                                                         |
| 9-9-2009                                                                | Asunción                                                                | Paraguay                                                                | 1 – 0                                                                   | Argentina                                                               | Qual. Mondiali 2010                                                     | -                                                                       |                                                                         |
| 10-10-2009                                                              | Puerto Ordaz                                                            | Venezuela                                                               | 1 – 2                                                                   | Paraguay                                                                | Qual. Mondiali 2010                                                     | -                                                                       |                                                                         |
| 14-10-2009                                                              | Asunción                                                                | Paraguay                                                                | 0 – 2                                                                   | Colombia                                                                | Qual. Mondiali 2010                                                     | -                                                                       | 48’                                                                     |
| 18-11-2009                                                              | Eindhoven                                                               | Paesi Bassi                                                             | 0 – 0                                                                   | Paraguay                                                                | Amichevole                                                              | -                                                                       |                                                                         |
| 15-5-2010                                                               | Nyon                                                                    | Corea del Nord                                                          | 0 – 1                                                                   | Paraguay                                                                | Amichevole                                                              | -                                                                       | 76’                                                                     |
| 25-5-2010                                                               | Dublino                                                                 | Irlanda                                                                 | 2 – 1                                                                   | Paraguay                                                                | Amichevole                                                              | -                                                                       | 66’                                                                     |
| 30-5-2010                                                               | Evian-les-Bains                                                         | Paraguay                                                                | 2 – 2                                                                   | Costa d'Avorio                                                          | Amichevole                                                              | -                                                                       |                                                                         |
| 2-6-2010                                                                | Winterthur                                                              | Grecia                                                                  | 0 – 2                                                                   | Paraguay                                                                | Amichevole                                                              | -                                                                       | 80’                                                                     |
| 14-6-2010                                                               | Città del Capo                                                          | Paraguay                                                                | 1 – 1                                                                   | Italia                                                                  | Mondiali 2010 - 1º turno                                                | -                                                                       |                                                                         |
| 20-6-2010                                                               | Bloemfontein                                                            | Paraguay                                                                | 2 – 0                                                                   | Slovacchia                                                              | Mondiali 2010 - 1º turno                                                | 1                                                                       |                                                                         |
| 24-6-2010                                                               | Polokwane                                                               | Nuova Zelanda                                                           | 0 – 0                                                                   | Paraguay                                                                | Mondiali 2010 - 1º turno                                                | -                                                                       |                                                                         |
| 29-6-2010                                                               | Pretoria                                                                | Paraguay                                                                | 0 – 0 dts (5 – 3 dtr)                                                   | Giappone                                                                | Mondiali 2010 - Ottavi di finale                                        | -                                                                       | 118’                                                                    |
| 3-7-2010                                                                | Johannesburg                                                            | Spagna                                                                  | 1 – 0                                                                   | Paraguay                                                                | Mondiali 2010 - Quarti di finale                                        | -                                                                       |                                                                         |
| 11-8-2010                                                               | Asunción                                                                | Paraguay                                                                | 2 – 0                                                                   | Costa Rica                                                              | Amichevole                                                              | 1                                                                       | 59’                                                                     |
| 9-10-2010                                                               | Sydney                                                                  | Australia                                                               | 1 – 0                                                                   | Paraguay                                                                | Amichevole                                                              | -                                                                       | 78’                                                                     |
| 12-10-2010                                                              | Wellington                                                              | Nuova Zelanda                                                           | 0 – 2                                                                   | Paraguay                                                                | Amichevole                                                              | -                                                                       |                                                                         |
| 17-11-2010                                                              | Hong Kong                                                               | Hong Kong                                                               | 0 – 7                                                                   | Paraguay                                                                | Amichevole                                                              | 1                                                                       |                                                                         |
| 26-3-2011                                                               | Oakland                                                                 | Messico                                                                 | 3 – 1                                                                   | Paraguay                                                                | Amichevole                                                              | 1                                                                       | 40’                                                                     |
| 29-3-2011                                                               | Nashville                                                               | Stati Uniti                                                             | 0 – 1                                                                   | Paraguay                                                                | Amichevole                                                              | -                                                                       |                                                                         |
| 4-6-2011                                                                | Santa Cruz de la Sierra                                                 | Bolivia                                                                 | 0 – 2                                                                   | Paraguay                                                                | Copa Paz del Chaco 2011                                                 | -                                                                       | 72’                                                                     |
| 11-6-2011                                                               | Asunción                                                                | Paraguay                                                                | 2 – 0                                                                   | Romania                                                                 | Amichevole                                                              | -                                                                       |                                                                         |
| 23-6-2011                                                               | Asunción                                                                | Paraguay                                                                | 0 – 0                                                                   | Cile                                                                    | Amichevole                                                              | -                                                                       |                                                                         |
| 3-7-2011                                                                | Santa Fe                                                                | Paraguay                                                                | 0 – 0                                                                   | Ecuador                                                                 | Coppa America 2011 - 1º turno                                           | -                                                                       |                                                                         |
| 9-7-2011                                                                | Córdoba                                                                 | Brasile                                                                 | 2 – 2                                                                   | Paraguay                                                                | Coppa America 2011 - 1º turno                                           | -                                                                       | 68’                                                                     |
| 13-7-2011                                                               | Salta                                                                   | Paraguay                                                                | 3 – 3                                                                   | Venezuela                                                               | Coppa America 2011 - 1º turno                                           | 1                                                                       |                                                                         |
| 17-7-2011                                                               | La Plata                                                                | Brasile                                                                 | 0 – 0 dts (0 – 2 dtr)                                                   | Paraguay                                                                | Coppa America 2011 - Quarti di finale                                   | -                                                                       |                                                                         |
| 20-7-2011                                                               | Mendoza                                                                 | Paraguay                                                                | 0 – 0 dts (5 – 3 dtr)                                                   | Venezuela                                                               | Coppa America 2011 - Semifinale                                         | -                                                                       |                                                                         |
| 24-7-2011                                                               | Buenos Aires                                                            | Uruguay                                                                 | 3 – 0                                                                   | Paraguay                                                                | Coppa America 2011 - Finale                                             | -                                                                       |                                                                         |
| 2-9-2011                                                                | Panama                                                                  | Panama                                                                  | 0 – 2                                                                   | Paraguay                                                                | Amichevole                                                              | -                                                                       | 77’                                                                     |
| 6-9-2011                                                                | San Pedro Sula                                                          | Honduras                                                                | 0 – 3                                                                   | Paraguay                                                                | Amichevole                                                              | -                                                                       | 77’                                                                     |
| 7-10-2011                                                               | Lima                                                                    | Perù                                                                    | 2 – 0                                                                   | Paraguay                                                                | Qual. Mondiali 2014                                                     | -                                                                       |                                                                         |
| 11-10-2011                                                              | Asunción                                                                | Paraguay                                                                | 1 – 1                                                                   | Uruguay                                                                 | Qual. Mondiali 2014                                                     | -                                                                       |                                                                         |
| 11-11-2011                                                              | Asunción                                                                | Paraguay                                                                | 2 – 1                                                                   | Ecuador                                                                 | Qual. Mondiali 2014                                                     | 1                                                                       |                                                                         |
| 15-11-2011                                                              | Santiago del Cile                                                       | Cile                                                                    | 2 – 0                                                                   | Paraguay                                                                | Qual. Mondiali 2014                                                     | -                                                                       |                                                                         |
| 29-2-2012                                                               | Asunción                                                                | Paraguay                                                                | 1 – 0                                                                   | Panama                                                                  | Amichevole                                                              | -                                                                       | 8’ 77’                                                                  |
| 9-6-2012                                                                | La Paz                                                                  | Bolivia                                                                 | 3 – 1                                                                   | Paraguay                                                                | Qual. Mondiali 2014                                                     | 1                                                                       |                                                                         |
| 15-8-2012                                                               | Washington                                                              | Guatemala                                                               | 3 – 3                                                                   | Paraguay                                                                | Amichevole                                                              | -                                                                       | 46’                                                                     |
| 7-9-2012                                                                | Córdoba                                                                 | Argentina                                                               | 3 – 1                                                                   | Paraguay                                                                | Qual. Mondiali 2014                                                     | -                                                                       |                                                                         |
| 11-9-2012                                                               | Asunción                                                                | Paraguay                                                                | 0 – 2                                                                   | Venezuela                                                               | Qual. Mondiali 2014                                                     | -                                                                       |                                                                         |
| 12-10-2012                                                              | Barranquilla                                                            | Colombia                                                                | 2 – 0                                                                   | Paraguay                                                                | Qual. Mondiali 2014                                                     | -                                                                       | 13’                                                                     |
| 16-10-2012                                                              | Asunción                                                                | Paraguay                                                                | 1 – 0                                                                   | Perù                                                                    | Qual. Mondiali 2014                                                     | -                                                                       |                                                                         |
| 22-3-2013                                                               | Montevideo                                                              | Uruguay                                                                 | 1 – 1                                                                   | Paraguay                                                                | Qual. Mondiali 2014                                                     | -                                                                       |                                                                         |
| 26-3-2013                                                               | Quito                                                                   | Ecuador                                                                 | 4 – 1                                                                   | Cile                                                                    | Qual. Mondiali 2014                                                     | -                                                                       |                                                                         |
| 7-6-2013                                                                | Asunción                                                                | Paraguay                                                                | 1 – 2                                                                   | Cile                                                                    | Qual. Mondiali 2014                                                     | -                                                                       | 19’ 58’                                                                 |
| 14-8-2013                                                               | Kaiserslautern                                                          | Germania                                                                | 3 – 3                                                                   | Paraguay                                                                | Amichevole                                                              | -                                                                       | 46’                                                                     |
| 10-9-2013                                                               | Asunción                                                                | Paraguay                                                                | 2 – 5                                                                   | Argentina                                                               | Qual. Mondiali 2014                                                     | -                                                                       |                                                                         |
| 5-3-2014                                                                | San José                                                                | Costa Rica                                                              | 2 – 1                                                                   | Paraguay                                                                | Amichevole                                                              | -                                                                       |                                                                         |
| 14-11-2014                                                              | Luque                                                                   | Paraguay                                                                | 2 – 1                                                                   | Perù                                                                    | Amichevole                                                              | -                                                                       | 85’                                                                     |
| 18-11-2014                                                              | Lima                                                                    | Perù                                                                    | 2 – 1                                                                   | Paraguay                                                                | Amichevole                                                              | -                                                                       | 46’                                                                     |
| 1-9-2016                                                                | Asunción                                                                | Paraguay                                                                | 2 – 1                                                                   | Cile                                                                    | Qual. Mondiali 2018                                                     | -                                                                       | 75’                                                                     |
| 6-9-2016                                                                | Montevideo                                                              | Uruguay                                                                 | 4 – 0                                                                   | Paraguay                                                                | Qual. Mondiali 2018                                                     | -                                                                       |                                                                         |
| 6-10-2016                                                               | Asunción                                                                | Paraguay                                                                | 0 – 1                                                                   | Colombia                                                                | Qual. Mondiali 2018                                                     | -                                                                       | 46’                                                                     |
| 11-10-2016                                                              | Córdoba                                                                 | Argentina                                                               | 0 – 1                                                                   | Paraguay                                                                | Qual. Mondiali 2018                                                     | -                                                                       |                                                                         |
| 10-11-2016                                                              | Asunción                                                                | Paraguay                                                                | 1 – 4                                                                   | Perù                                                                    | Qual. Mondiali 2018                                                     | 1                                                                       | 89’                                                                     |
| 23-3-2017                                                               | Asunción                                                                | Paraguay                                                                | 2 – 1                                                                   | Ecuador                                                                 | Qual. Mondiali 2018                                                     | -                                                                       | 83’                                                                     |
| 28-3-2017                                                               | San Paolo                                                               | Brasile                                                                 | 3 – 0                                                                   | Paraguay                                                                | Qual. Mondiali 2018                                                     | -                                                                       |                                                                         |
| 1-7-2017                                                                | Seattle                                                                 | Messico                                                                 | 2 – 1                                                                   | Paraguay                                                                | Amichevole                                                              | -                                                                       |                                                                         |
| 31-8-2017                                                               | Santiago del Cile                                                       | Cile                                                                    | 0 – 3                                                                   | Paraguay                                                                | Qual. Mondiali 2018                                                     | -                                                                       |                                                                         |
| 5-9-2017                                                                | Asunción                                                                | Paraguay                                                                | 1 – 2                                                                   | Uruguay                                                                 | Qual. Mondiali 2018                                                     | -                                                                       | 79’                                                                     |
| 27-3-2018                                                               | Cary                                                                    | Stati Uniti                                                             | 1 – 0                                                                   | Paraguay                                                                | Amichevole                                                              | -                                                                       | 66’                                                                     |
| Totale                                                                  |                                                                         | Presenze                                                                | 100                                                                     |                                                                         | Reti                                                                    | 16                                                                      |                                                                         |

## Palmarès

### Club

#### Competizioni nazionali
- Campionato paraguaiano: 2

Libertad: 2006, 2007